# Ostichthys trachypoma
Az Ostichthys trachypoma a sugarasúszójú halak (Actinopterygii) osztályának nyálkásfejűhal-alakúak (Beryciformes) rendjébe, ezen belül a mókushalfélék (Holocentridae) családjába tartozó faj.

## Források

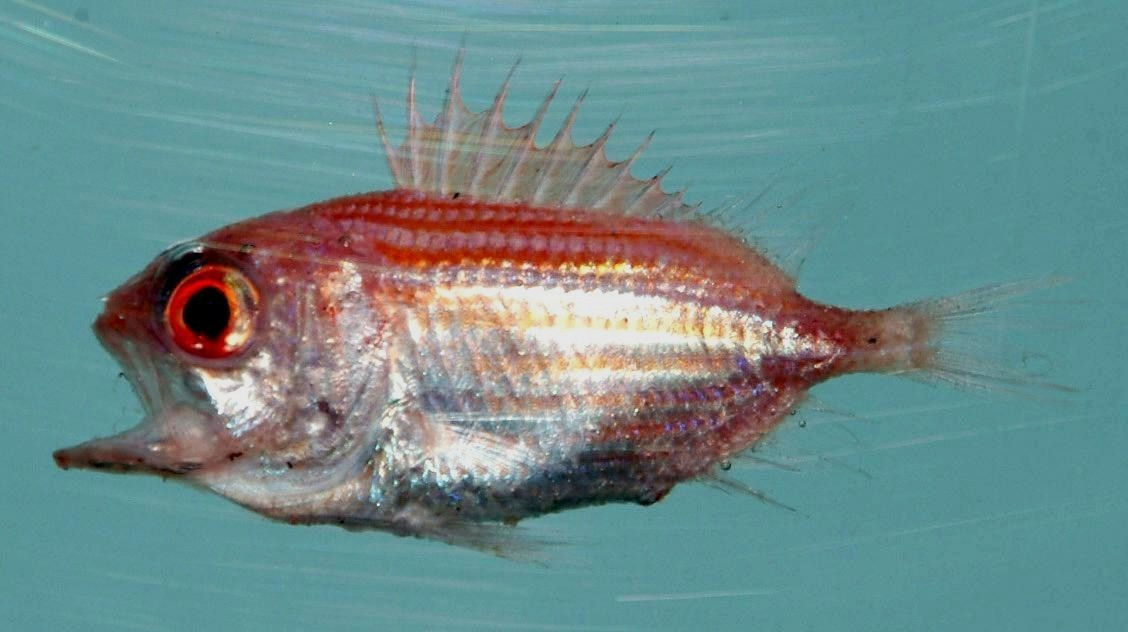
Fiatal példány

## Előfordulása
Az Ostichthys trachypoma elterjedési területe az Atlanti-óceán nyugati része, az Amerikai Egyesült Államokbeli New York államtól kezdve egészen Brazíliáig, beleértve a Mexikói-öblöt és a Karib-térséget is.

## Megjelenése
Ez a hal legfeljebb 20 centiméter hosszú. Testszíne vöröses, és nincsenek rajta könnyen észrevehető minták vagy foltok. A kopoltyúfedő előtt nincs nagy tüske, viszont rajta van egy nagy és több kisebb tüske. Teste pikkelyes, de a hátúszó és a farok alatti úszó puhább részein a pikkelyek hiányzanak.

## Életmódja
Az Ostichthys trachypoma trópusi, tengerfenék lakó hal. 37-550 méteres mélységek között él.